# كارول في. روبنسون
كارول في. روبنسون (بالإنجليزية: Carol Vivien Robinson )‏ (و. 1956  م) هي كيميائية بريطانية، ولدت في كنت، هي عضوةٌ في الأكاديمية الوطنية للعلوم (منذ 2017)، والجمعية الملكية (منذ 27 مايو 2004).

## التعليم
تعلمت في جامعة سوانسي، وجامعة كامبريدج.

## جوائز
حصلت على جوائز منها:
- جوائز لوريال-اليونسكو للمرأة في العلوم (2015)
- قائدة رتبة الإمبراطورية البريطانية
- Interdisciplinary Prizes (RSC) [الإنجليزية]‏ (2011)
- Aston Medal [الإنجليزية]‏ (2011)
- ميدالية  بريلوغ  [لغات أخرى]‏ (2010)
- قلادة ديفي (2010)[13]
- زميل في الجمعية الملكية (27 مايو 2004)
- Rosalind Franklin Award [الإنجليزية]‏ (2004)[14][15]
- زمالة أكاديمية العلوم الطبية.